# Bofors
AB Bofors je bývalý švédský výrobce zbraní, který je dnes součástí britské zbrojovky BAE Systems. Jméno je již více než 350 let spojeno se železářským průmyslem a výrobou dělostřelectva.

## Současný vlastník
V roce 1999 koupila společnost Saab AB skupinu Celsius, tehdejší mateřskou společnost Bofors. V září 2000 získala společnost United Defense Industries (UDI) ze Spojených států amerických společnost Bofors Weapons Systems (divizi těžkých zbraní), zatímco Saab si ponechal zájmy v oblasti raket.
Britská společnost BAE Systems koupila UDI a její dceřinou společnost Bofors v roce 2005 a BAE Systems Bofors je nyní obchodní jednotkou švédské divize BAE Systems AB, zatímco švédská jednotka Saab Bofors Dynamics je součástí Saab AB.

## Produkty
Název Bofors je silně spojen s kanónem Bofors 40 mm L/60, který během druhé světové války používaly obě strany. Toto automatické dělo se často nazývá jednoduše kanon Bofors a dočkalo se služby na souši i na moři. Stalo se natolik známým, že protiletadlová děla obecně byla často označována jako děla Bofors. Dalším známým dělem vyráběným touto společností byl protitankový kanón Bofors L/45 ráže 37 mm, standardní protitanková zbraň používaná řadou armád od poloviny 30. let 20. století po celou dobu druhé světové války. V licenci se vyráběl v řadě zemí, například ve Finsku, Nizozemsku a Polsku, a používal se v různých tancích a obrněných vozidlech, například v tancích Vickers 6-Ton, M39 Pantserwagen, 7TP a dalších.